# مكتب الطاقة النووية
مكتب الطاقة النووية (NE) هو وكالة تابعة لوزارة الطاقة بالولايات المتحدة الأمريكية يعمل على تعزيز الطاقة النووية كمورد قادر على تلبية احتياجات الولايات المتحدة في مجال الطاقة والبيئة والأمن القومي من خلال حل الحواجز التقنية والتنظيمية من خلال البحث والتطوير.

## نبذة
يرأس المكتب مساعد وزير الطاقة للطاقة النووية والذي يعينه رئيس الولايات المتحدة بمشورة وموافقة مجلس الشيوخ الأمريكي.

## نظرة عامة
يسترشد مكتب الطاقة النووية بالأهداف البحثية الأربعة المفصلة في خارطة طريق البحث والتطوير في مجال الطاقة النووية:
- تطوير التقنيات والحلول الأخرى التي يمكن أن تحسن الموثوقية والحفاظ على السلامة وإطالة عمر المفاعلات الحالية.
- تطوير تحسينات القدرة على تحمل تكلفة المفاعلات الجديدة لتمكين الطاقة النووية من المساعدة في تحقيق أهداف أمن الطاقة.
- تطوير دورات الوقود المستدامة.
- فهم وتقليل مخاطر الانتشار النووي والإرهاب.